# Тонлесап (озеро)
Тонлеса́п (Сап; кхмер. បឹងទន្លេសាប), называемое также «Камбоджийским внутренним морем» — озеро в Камбодже, самый большой водоём Индокитайского полуострова. Из озера вытекает река Тонлесап, впадающая затем в реку Меконг.

## Этимология
Название озера переводится с кхмерского как «большое пресное озеро».

## Описание
Бо́льшую часть года озеро имеет сравнительно небольшую площадь (2 500-3 000 км²) и небольшую глубину (1-2 м). Однако во время сезона дождей направление течения реки Тонлесап меняется — её воды текут в озеро, в результате чего его площадь в августе и сентябре достигает 16 000 км², а глубина — 9 м, и озеро затопляет окрестные поля и леса. Благодаря этому создаются хорошие условия для размножения рыбы и для рыбной ловли: Тонлесап — один из наиболее продуктивных пресноводных ресурсов для добычи рыбы в мире. Кроме того, после схода воды на окрестных землях оседает плодородный ил, существенно улучшая условия для сельского хозяйства.
Площадь бассейна — 85 790 км².

## Галерея

Буддистский храм
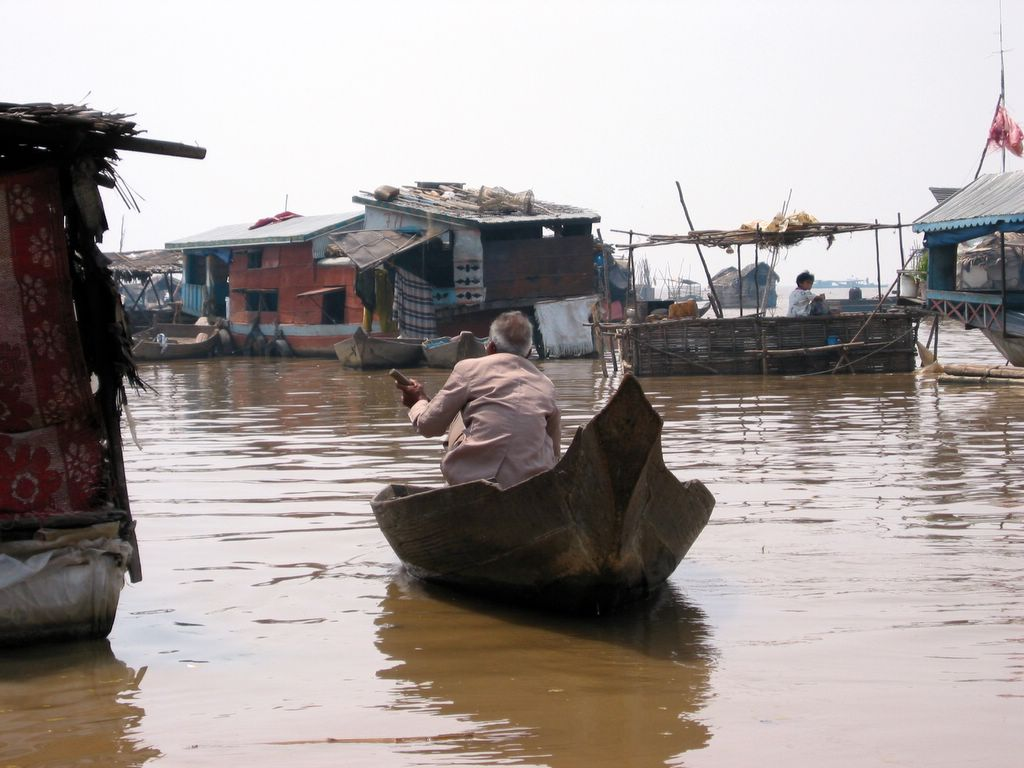
Лодки на озере Тонлесап
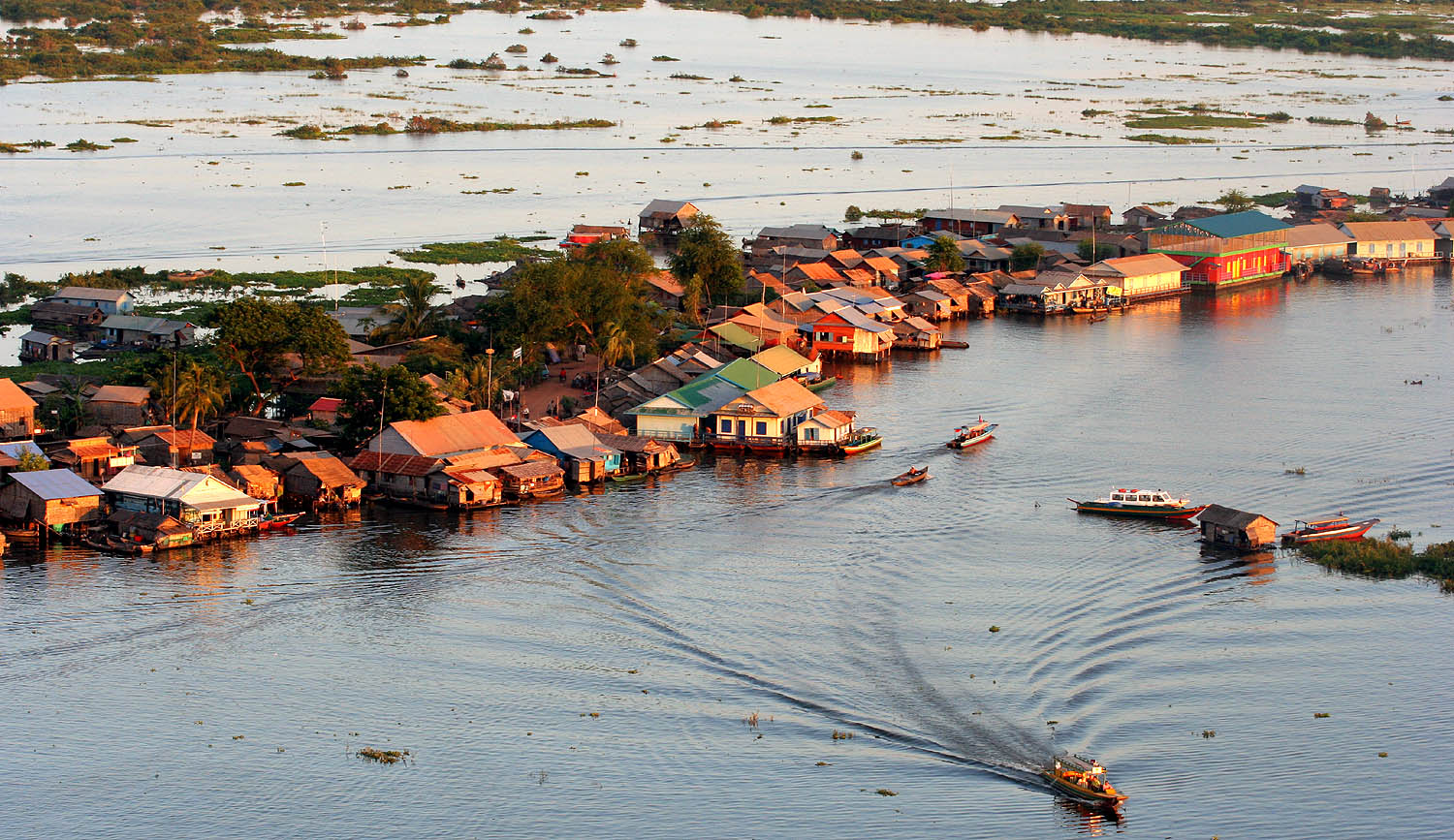
жильё на озере
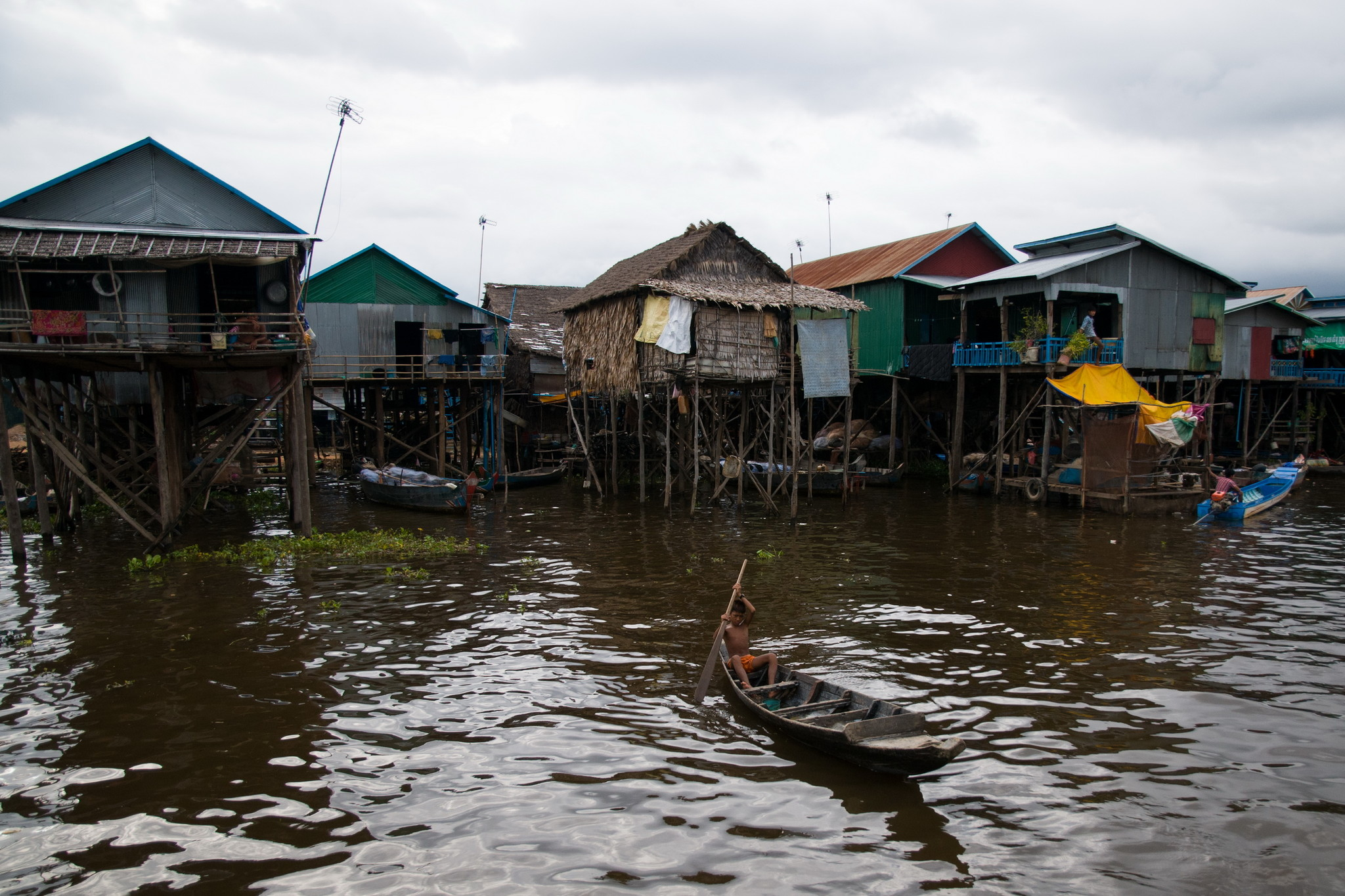
Озеро Тонлесап, Камбоджа
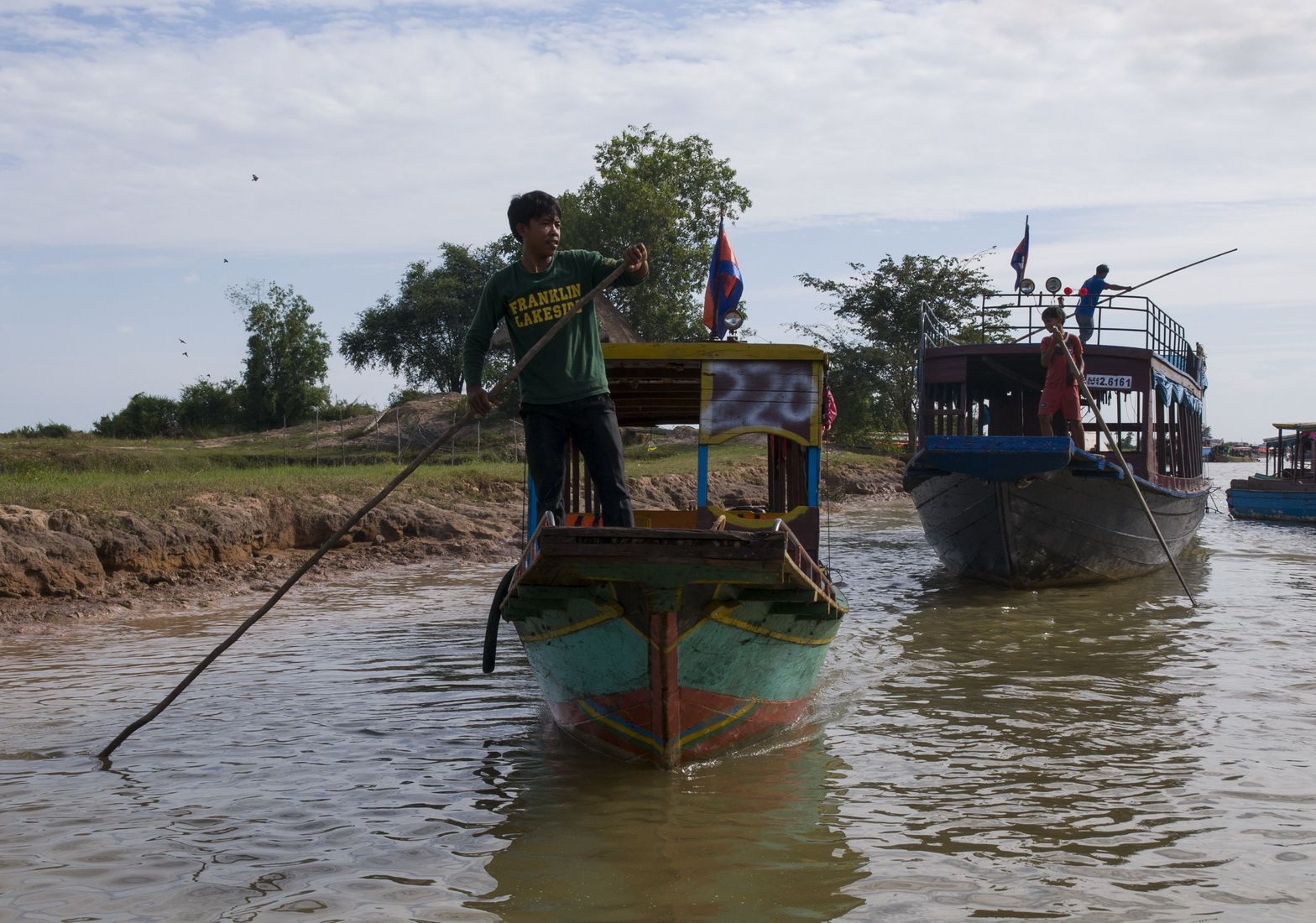
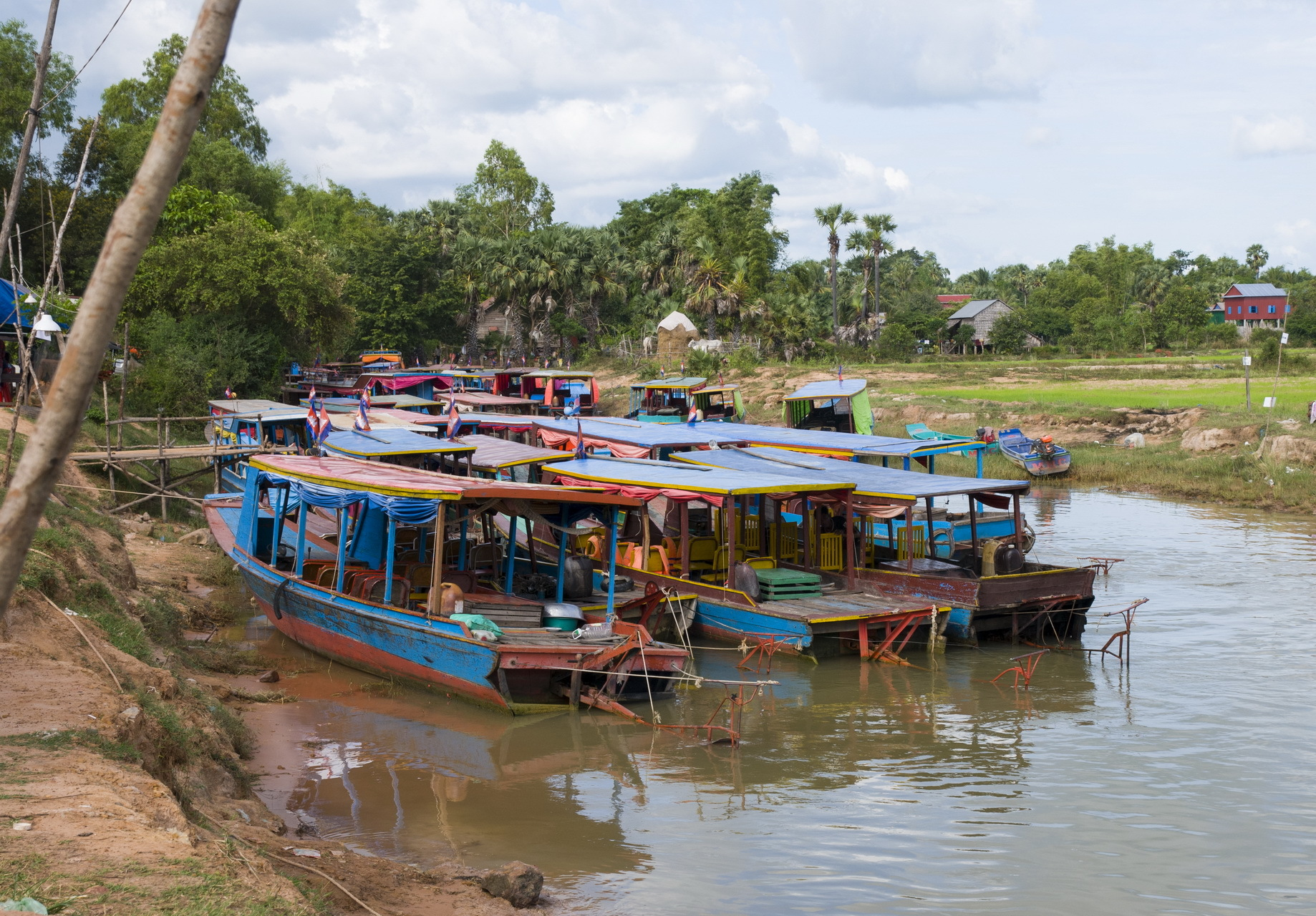
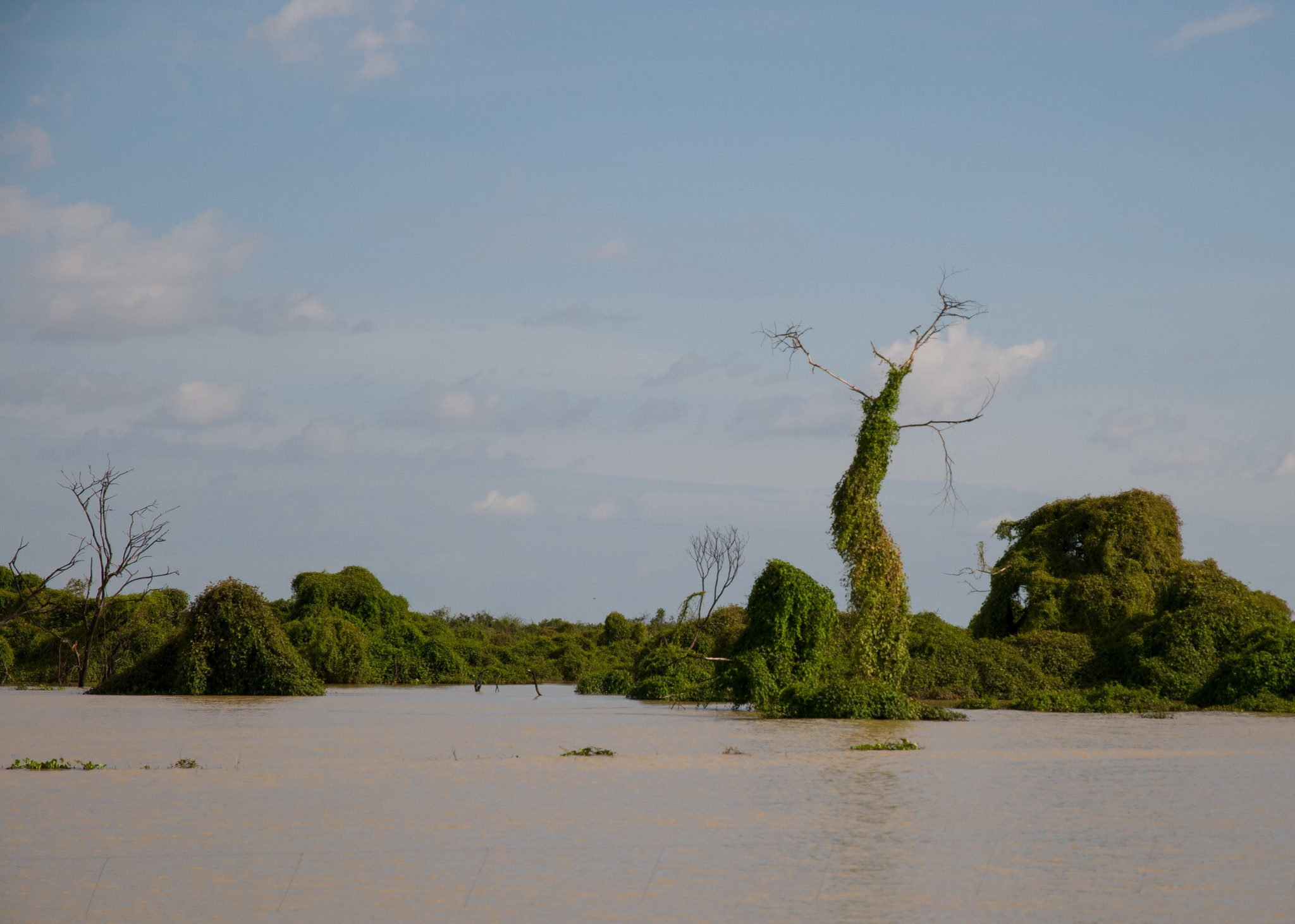
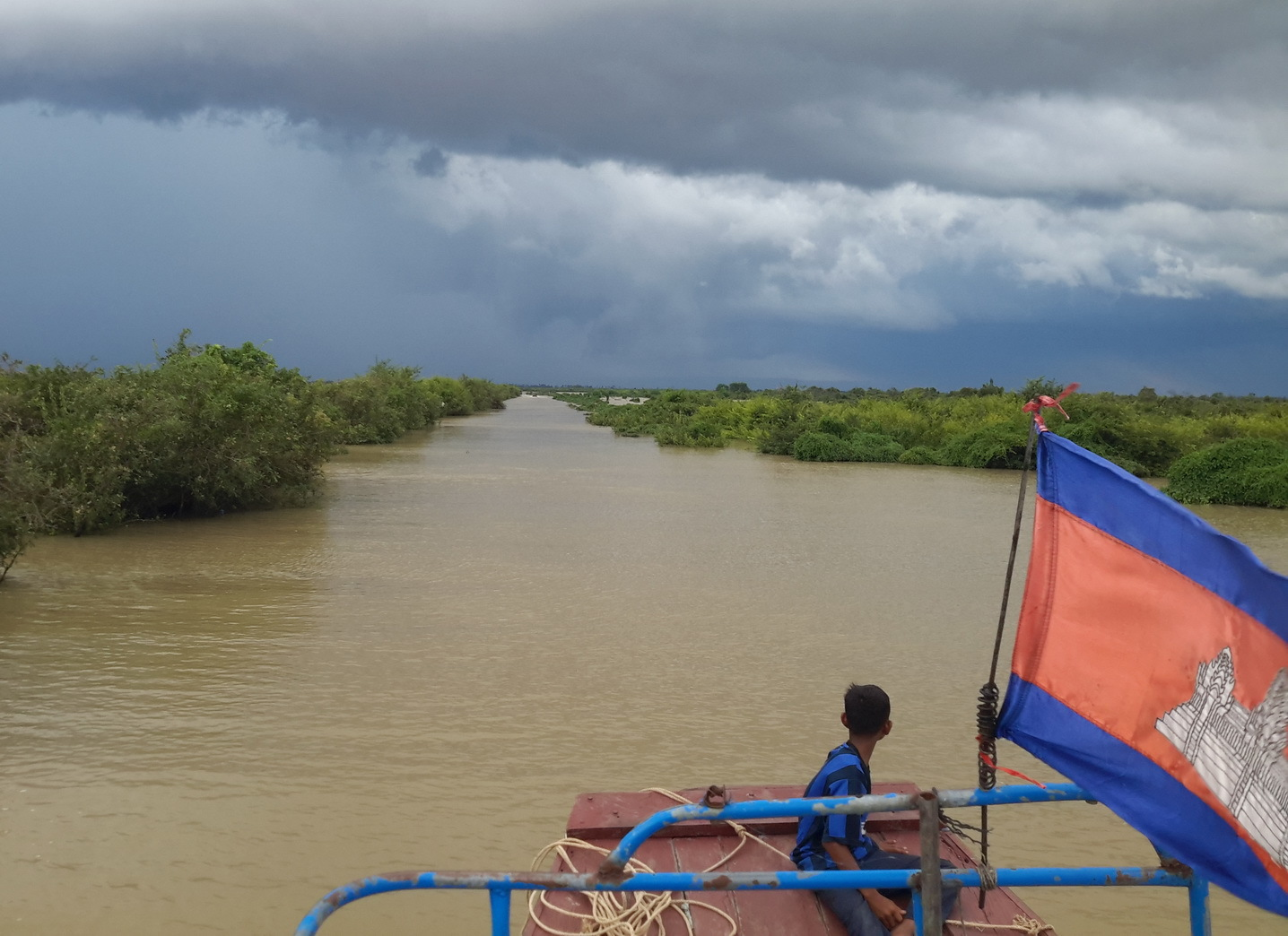
Озеро Тонлесап, Камбоджа. Перед тропическим дождём